# Christian Geisler
Christian Peder Wilhelm Geisler (28. april 1869 – 19. august 1951) var en dansk organist, dirigent og komponist.
Han blev uddannet på Musikkonservatoriet i årene 1887-90 af bl.a. Niels W. Gade, J.P.E. Hartmann og Gottfred Matthison-Hansen og studerede 1895-96 hos Max Bruch i Berlin. Efter sin hjemkomst virkede han som komponist, sangpædagog og organist. Han var sanglærer ved De forenede Kirkeskoler og Ingrid Jespersens Skole. Fra 1893-1911 var han ansat som organist ved Reformert Kirke og fra 1911-39 ved Garnisons Kirke.
Han vikarierede for både Hartmann og Gade, der begge prægede hans musikalske holdning. Hans musik er i samme stil som deres, og størstedelen af denne er komponeret før 1. verdenskrig. Han komponerede inden for mange genrer.

## Musik
Med opusnumre:
- op. 1 Arnes Sange (sange 1889)
- op. 2 Sonatine for klaver i G-dur (1897)
- op. 3 Strygekvartet i h-mol (1893)
- op. 4 Foraar (sangcyclus 1910)
- op. 5 O, welch ein Tiefe (kor 1902)
- op. 8a Julekantate (kor)
- op. 8b Ode til den menneskelige stemme (kor)
- op. 9a Under Egetræet (orkester, damekor og solist – 1890)
- op. 9b Asminderød Kirkeklokken (orkester, damekor og solist – 1915)
- op. 10 Sonate for viola og klaver (1920)
- op. 11 Minna (Tragisk Ouverture – orkester 1895)
- op. 12 Suite (orkester 1930)
- op. 13 Et Morgensyn (melodrama – orkester 1894)
- op. 14 Zweei deutsche Gesänge (1900)
- op. 16 Arier (sange 1888)
- op. 18 Minneweise(kor og solister 1890)
- op. 19 Fem motetter (kor 1920)
- op. 30 Strygekvartet
- op. 32 Festpræludium (orkester 1945)

Uden opusnumre:
- Miniatursuite (obo og klaver 1889)
- Kvartetter (kor 1895)
- Skolehuset (Kantate ved indvielsen af Ingrid Jespersens skole – kor og klaver 1895)
- Kantate ved indvielsen af K.F.U.M.s nye bygning (kor og orkester 1900)
- Forspil og fughetta (orkester 1904)
- Hymne til Barnet (klaver og sang 1905)
- De profundis (strygere 1914)
- Sønderjylland (Henrik Pontoppidan) (klaver 1920)
- Hjortens Flugt (opera 1920/30)
- Instruktive klaverstykker for 4 hænder (1931)
- Sorg – Hymne til Smerten
- Intermezzo over tonerne HCA (orkester)